# Alfred Schmidt
Alfred Schmidt, född 19 maj 1931 i Berlin, död 28 augusti 2012 i Frankfurt, var en tysk filosof. Vid sidan av Jürgen Habermas är Alfred Schmidt den mest namnkunnige filosofen från Frankfurtskolan (andra generationen).